# Spirit of Eden
Albums de Talk Talk
The Colour of Spring
(1986) Natural History: The Very Best of Talk Talk
(1990)
Singles
1. I Believe in You
Sortie : septembre 1988

Spirit of Eden est le quatrième album du groupe Talk Talk. Il est sorti en 1988 sur le label EMI.
Délaissant la pop de ses débuts, le groupe s'oriente vers une musique moins accessible et commerciale, avec des titres plus longs et une tendance à l'improvisation qui rappelle le jazz-rock. Spirit of Eden est loué par la majorité des critiques, mais il marque un déclin dans les ventes. Il est depuis considéré comme un précurseur du post-rock.

## Contexte
Talk Talk, mené par le chanteur Mark Hollis, s'est formé en Angleterre au début des années 1980. Dès le début, Hollis a cité des artistes de jazz et impressionnistes comme Miles Davis, John Coltrane, Béla Bartók et Claude Debussy comme des influences majeures. Pourtant, les deux premiers albums du groupe The Party's Over (1982) et It's My Life (1984), orientés Synth-Pop, ne reflètent pas facilement ces influences, et les critiques les comparent aux autres groupes de New Wave, en particulier Duran Duran. Hollies a attribué les points faibles de leur musique à l'utilisation des synthétiseurs pour des raisons financières à la place la place d'instruments acoustiques. 
Pourtant ces albums connaissent un succès commercial en Europe et cela permet au groupe d'avoir les moyens financiers d'engager des musiciens supplémentaires pour jouer sur leur prochain album The Colour of Spring (1986) pour remplacer les synthétiseurs. Les musiciens ont passé de nombreuses heures à improviser sur leurs instruments, puis Hollis et le producteur Tim Friese-Greene ont monté et arrangé les performances pour obtenir le son qu'ils voulaient. Un total de seize musiciens sont apparus sur l'album autour du noyau de Hollis et Friese-Greene. The Colour of Spring est devenu l'album le plus réussi de Talk Talk, ainsi que son meilleur succès commercial et le groupe se lance dans une grande tournée mondiale. On retrouve dans cet album les chansons April 5th et Chameleon Day qui préfigurent la prochaine direction artistique du groupe.

## Enregistrement
À la suite du succès commercial de The Colour of Spring, EMI donne à Talk Talk un contrôle total sur le processus d'enregistrement du prochain album avec un budget illimité; leur manager et les dirigeants d'EMI n'ont pas accès au studio,. L'enregistrement de Spirit of Eden a commencé en 1987 aux Wessex Studios de Londres et a duré environ un an.
Les séances ont eu lieu dans un studio obscurci, avec un projecteur à huile et un éclairage stroboscopique. L'ingénieur du son Phill Brown a déclaré que l'album, ainsi que son successeur, ont été "enregistrés par hasard ou accident lors de longues sessions d'improvisations et des heures à essayer toutes les idées d'ajouts possibles".

« C'était très, très psychédélique. Nous avions des bougies et des roues à huile, des stroboscopes, parfois juste une obscurité totale dans le studio. Vous seriez totalement désorienté, sans lumière du jour, sans indicateur de temps. »

— L'ingénieur du son Phill Brown
Selon Brown, "douze heures par jour dans le noir, écouter les mêmes six chansons pendant huit mois est devenu assez intense. Il y avait très peu de communication avec les musiciens qui venaient jouer. Ils ont été conduits dans un studio dans l'obscurité et un morceau serait être joué dans les écouteurs."

## Dispute contractuelle avec EMI
Début mars 1988, le groupe a fini l'enregistrement de l'album et envoie une cassette de l'album à EMI. Après l'avoir écouté, les dirigeants d'EMI doutent qu'il puisse connaitre le succès commercial et demande à Mark Hollis de revoir sa copie en changeant une chanson, mais celui-ci refuse. Pourtant, au cours du mois durant lequel le mastering est livré, le label admet finalement satisfait de l'album.
Malgré leurs réserves envers Spirit of Eden, EMI a proposé quand-même de prolonger le contrat d'enregistrement. Le groupe, cependant, décide de le résilier. "Je savais à ce moment-là qu'EMI n'était pas la société avec laquelle ce groupe devrait être", a déclaré le manager Keith Aspden à Mojo. "J'avais peur que l'argent ne soit pas là pour enregistrer un autre album.". EMI et Talk Talk sont allés au tribunal pour trancher la question.
L'affaire portait sur la question de savoir si EMI avait informé le groupe à temps de la prolongation du contrat. Dans le cadre de l'accord, EMI devait envoyer un avis écrit dans les trois mois suivant l'achèvement de Spirit of Eden. Le groupe a déclaré qu'EMI avait envoyé l'avis trop tard, arguant que la période de trois mois commençait une fois l'enregistrement terminé; EMI a fait valoir que la période de trois mois ne commençait que lorsqu'ils étaient satisfaits de l'enregistrement, au motif que la définition d'un "album" dans le contrat prévoyait que l'album devait être "commercialement satisfaisant". Le groupe a contesté cela, en particulier au motif qu'aucun changement n'a été apporté à l'album durant la période entre la fin de son enregistrement et sa sortie éventuelle. Le label gagne le procès, mais perd en Cour d'appel. Talk Talk est libéré du contrat et signe par la suite avec Polydor.

## Analyse artistique
Graeme Thomson du quotidien The Guardian a décrit Spirit of Eden comme "six pièces improvisées pleines d'espace et de rythme tranquille", qui mélangent "jazz pastoral, classique contemporain, folk, rock progressif et blues décomposé en une seule tapisserie musicale obstinément non commerciale". qui serait étiqueté "post-rock". Simon Harper du Birmingham Post a observé la "combinaison de jazz, de classique, de rock et des échos spatiaux du dub, utilisant le silence presque comme un instrument à part entière. Bien que l'album soit connu pour ses paysages sonores tranquilles, Graham Sutton de Bark Psychosis note "Le bruit est important. Je n'ai jamais pu comprendre les gens que je connaissais qui aimaient Talk Talk et le voyaient comme quelque chose de "agréable pour se détendre" alors que j'aimais l'intensité écrasante et la dynamique."
Les paroles de Mark Hollis reflètent sa vision religieuse et spirituelle. Bien qu'il reconnaisse que ses paroles sont religieuses, il dit qu'elles ne sont pas basées sur une croyance spécifique, préférant les considérer comme "humanitaires". I Believe in You a été décrit comme une "chanson contre la drogue, en particulier l'héroïne". Lorsqu'on lui a demandé si les paroles étaient basées sur son expérience personnelle, Hollis a répondu : « Non, pas du tout. Mais, vous savez, j'ai rencontré des gens qui se sont complètement foutus à cause de ça. Dans le rock, il y a tellement de putain de glorification, et c'est une chose méchante et horrible."

## Titres
Toutes les chansons sont écrites et composées par Tim Friese-Greene et Mark Hollis.
| No | Titre            | Durée |
| -- | ---------------- | ----- |
| 1. | The Rainbow      | 8:02  |
| 2. | Eden             | 7:40  |
| 3. | Desire           | 7:17  |
| 4. | Inheritance      | 5:24  |
| 5. | I Believe in You | 6:16  |
| 6. | Wealth           | 6:44  |

Les éditions britanniques et européennes originales de l'album comptent comme une seule chanson, la suite The Rainbow / Eden / Desire, dont les trois parties ne présentent pas de séparation audible. La division en trois pièces distinctes, apparue sur l'édition américaine originale, est reprise sur toutes les rééditions ultérieures.

## Musiciens

### Talk Talk
- Mark Hollis : chant, piano, orgue, guitare
- Lee Harris : batterie
- Paul Webb : basse

### Personnel additionnel
- Tim Friese-Greene : harmonium, piano, orgue, guitare
- Martin Ditcham : percussions
- Robbie McIntosh : dobro, guitare 12 cordes
- Mark Feltham : harmonica
- Simon Edwards : basse
- Danny Thompson : contrebasse
- Henry Lowther : trompette
- Nigel Kennedy : violon
- Hugh Davies : shozygs
- Andrew Stowell : basson
- Michael Jeans : hautbois
- Andrew Marriner : clarinette
- Christopher Hooker : cor anglais
- chorale de la cathédrale de Chelmsford : chœurs

## Classements
| Classement                    | Meilleure position |
| ----------------------------- | ------------------ |
| Royaume-Uni (UK Albums Chart) | 19                 |